# Peromyscus maniculatus
El ratón ciervo (Peromyscus maniculatus) es una especie de roedor de la familia Cricetidae originario de Norteamérica. Se extiende por toda Norteamérica a excepción del sudeste de Estados Unidos y el extremo norte del continente. Es un conocido portador de hantavirus, que pueden ser trasmitido a los seres humanos. Está estrechamente emparentado con el Peromyscus leucopus, el ratón de patas blancas.